# Liczba Bonda
Liczba Bonda jest to jedna z liczb podobieństwa. Używana w mechanice płynów, wyraża stosunek sił grawitacji do napięcia powierzchniowego:
{\displaystyle {\mbox{Bo}}={\frac {\rho gl^{2}}{\sigma }},}
gdzie:
{\displaystyle \rho } – gęstość,
{\displaystyle g} – przyspieszenie ziemskie,
{\displaystyle l} – wymiar charakterystyczny, np. średnica rury, w której znajduje się płyn,
{\displaystyle \sigma } – napięcie powierzchniowe.
Liczby Bonda używa się w przypadku obliczeń dotyczących płynów w spoczynku.
Gdy płyny się poruszają wtedy do obliczeń stosuje się liczbę Reynoldsa oraz liczbę Webera.
Liczba Bonda jest porównaniem dwóch sił. Jeżeli liczba ta jest duża, znaczy to, że dominują siły grawitacji, jeżeli mała – że siłą dominującą jest siła napięcia powierzchniowego.